# Emiliano Figueroa Larraín
Emiliano Figueroa Larraín (12 de julho de 1866 - 15 de maio de 1931) foi um diplomata e político chileno. Foi presidente do Chile em duas ocasiões: em 1910, e entre 1925 e 1927.

## Biografia
Figueroa nasceu em 12 de julho de 1866 em Santiago, filho de Francisco de Paula Figueroa Araoz e de Rosalía Larraín Echeverría. Ele estudou na Escola San Ignacio e depois estudou Direito na Universidade Estadual. Formou-se em 1889 e nesse mesmo ano foi nomeado secretário do Intendente de Santiago.
Figueroa decidiu embarcar na carreira política e ingressou no Partido Liberal Democrata, que apoiava um Executivo mais forte. Foi eleito deputado por Victoria e Melipilla em 1900 e reeleito em 1903. Em 1907, terminado seu mandato, foi escolhido para substituir Juan José Valenzuela, deputado por Rere e Puchacay, falecido em julho daquele ano. Em 1909, Figueroa foi novamente eleito para a Câmara dos Deputados, desta vez representando a Itata.
Em 25 de outubro de 1907, o presidente Pedro Montt nomeou Figueroa Ministro da Justiça, cargo que manteve até 15 de setembro de 1909. O presidente Montt faleceu em 16 de agosto de 1910 e foi substituído por seu Ministro do Interior, Elías Fernández Albano, que passou a exercer o cargo Presidente. Fernández nomeou Figueroa ministro do Interior, mas faleceu em 6 de setembro do mesmo ano. Figueroa então substituiu Fernández como presidente interino e permaneceu nessa posição até 23 de dezembro, quando Ramón Barros Luco foi empossado como presidente.
Barros nomeou Figueroa para o cargo de embaixador na Espanha em 1911 e, em 1914, tornou-se embaixador na Argentina. Figueroa foi considerado um político inofensivo e os três principais partidos políticos do Chile, Conservador, Liberal e Radical, o escolheram como candidato de consenso para as eleições presidenciais chilenas de 1925. O objetivo de ter um único candidato era evitar fazer campanha política na instável situação política em que se encontrava o país. No entanto, o esquerdista José Santos Salas ignorou o acordo dos três partidos e declarou sua candidatura, apoiado pelo Sindicato Social Republicano dos Trabalhadores.
Figueroa derrotou Salas facilmente e tornou-se presidente em 23 de dezembro de 1925. Figueroa manteve o ambicioso general Carlos Ibáñez como Ministro da Guerra, e mais tarde nomeou-o Ministro do Interior. Em 1927, Ibáñez ordenou a prisão do irmão de Figueroa, Javier Ángel, presidente da Suprema Corte. Incapaz de resistir à pressão política, Figueroa renunciou e Ibáñez tornou-se presidente interino. Depois de vencer a eleição presidencial daquele ano com 98% dos votos, Ibáñez tornou-se presidente e exerceu poderes ditatoriais.
Ibáñez nomeou Figueroa embaixador no Peru em 1928. Ao retornar em 1929, Figueroa tornou-se presidente do Banco Central do Chile. Ele morreu em um acidente de carro em 15 de maio de 1931.